# Kachaber Zakadse
Kachaber „Kacha“ Zakadse (georgisch კახაბერ „კახა“ წაქაძე, russisch Кахабер Кобаевич Цакадзе, engl. Transkription: Kakhaber Tsakadze; * 28. Januar 1969 in Bakuriani, ehemalige Sowjetunion) ist ein ehemaliger georgischer Skispringer.

## Werdegang
Kachaber Zakadse, der Sohn des Skispringers Koba Zakadse, gab sein Weltcupdebüt im finnischen Lahti am Ende der Saison 1990/91 und wurde dabei 57. von 61 Springern. Am nächsten Tag konnte er sich steigern und wurde 41. Wenige Tage später belegte er im schwedischen Bollnäs den 51. Platz. Anfang März erzielte er in Falun als 45. von 61 Springern erneut ein gutes Ergebnis. Drei Tage später wurde er Trondheim 59. Nach zwei Jahren ohne Weltcupeinsatz nahm er an der Nordischen Skiweltmeisterschaft 1993 in Falun teil und wurde 62. von der Großschanze und 63. von der Normalschanze. Ende März wurde er in Planica (Slowenien) 67. und damit Vorletzter. 1994 nahm er an den Olympischen Winterspielen in Lillehammer teil und wurde 55. von der Groß- und 50. von der Normalschanze. Im selben Jahr nahm er auch an der Skiflug-Weltmeisterschaft in Planica teil und erreichte Rang 39. Da zu diesem Zeitpunkt die Skiflug-WM noch in die Weltcupwertung einging, war dies zugleich auch sein bestes Weltcupspringen. Während der nächsten Jahre startete er regelmäßig im Continental Cup, wobei die Saison 1996/97 mit einem 84. Platz in der Gesamtwertung die erfolgreichste für ihn war. 1998 nahm er an den Olympischen Winterspielen in Nagano teil und wurde 55. von der Normal- und 59. von der Großschanze. Im November 1999 nahm er an einem Weltcupspringen in Kuopio teil, das aufgrund der Witterungsverhältnisse ohne Qualifikation ausgetragen wurde. Dort belegte er den 79. und damit letzten Platz. Nachdem er in der Saison 2001/02 noch erfolgreich an einigen Continental Cups teilgenommen hatte und bei den Olympischen Winterspielen in der Qualifikation 46. von der Normalschanze und 50. von der Großschanze wurde, beendete er seine Karriere.

## Erfolge

### Continental-Cup-Platzierungen
| Saison  | Platz | Punkte |
| ------- | ----- | ------ |
| 1993/94 | 205.  | 15     |
| 1994/95 | 100.  | 70     |
| 1995/96 | 154.  | 38     |
| 1996/97 | 86.   | 118    |
| 1997/98 | 123.  | 75     |
| 1998/99 | 148.  | 56     |
| 2000/01 | 221.  | 7      |
| 2001/02 | 173.  | 33     |